# 3198 Wallonia
3198 Wallonia eller 1981 YH1 är en asteroid i huvudbältet som korsar Mars omloppsbana. Den upptäcktes 30 december 1981 av den belgiske astronomen François Dossin vid Haute-Provence-observatoriet. Den är uppkallad efter den belgiska federala regionen Vallonien.